# 교황 클레멘스 7세
교황 클레멘스 7세(라틴어: Clemens PP. VII, 이탈리아어: Papa Clemente VII)는 제219대 교황(재위: 1523년 11월 26일 ~ 1534년 9월 25일)이다. 본명은 줄리오 디 줄리아노 데 메디치(이탈리아어: Giulio di Giuliano de' Medici)이다. 사생아라는 약점을 극복하고 메디치 가문 출신으로는 두번째로 교황이 되었다.

## 생애 초기

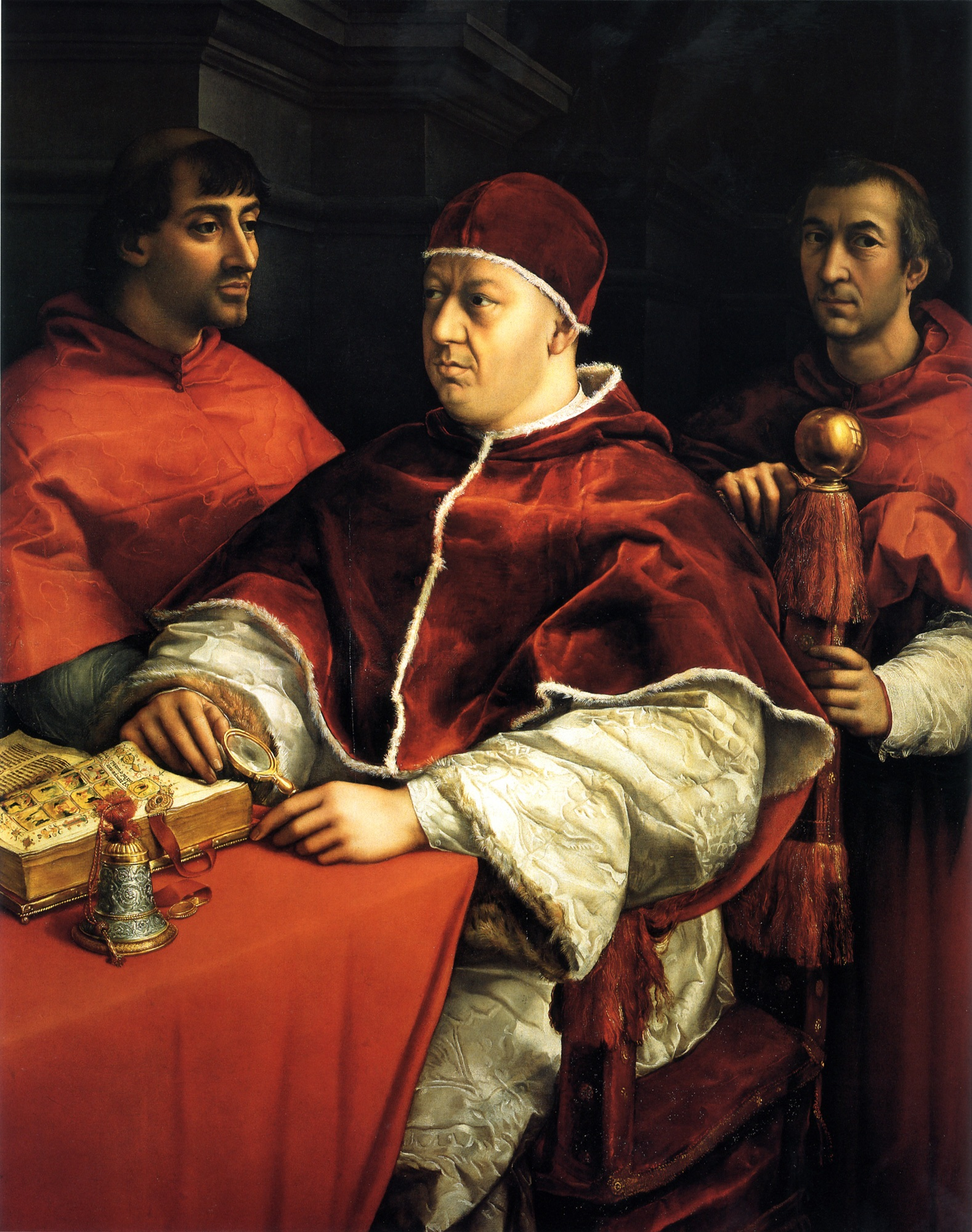
1519년 라파엘로가 그린 교황 레오 10세의 그의 사촌 추기경들. 레오 10세의 왼쪽에 있는 자가 줄리오 데 메디치, 곧 미래의 교황 클레멘스 7세이다.

### 어린시절
1478년 5월 26일, 이탈리아반도에 위치한 피렌체 공화국에서 줄리아노 데 메디치와 그의 정부(情婦) 고리니 가문의 안토니아 델 치타디노 사이에서 태어났다. 부친 줄리아노는 그가 태어나기 한달 전에 파치가의 음모사건으로 암살당했다. 얼마 안 가 어머니마저 여의며 고아가 된 줄리오를 백부 로렌초 데 메디치가 거두어들여 양육하였다. 1494년에 메디치 가문이 피렌체에서 추방당하자 줄리오는 1512년까지 18년동안 가문의 일족들과 함께 유럽의 여러 나라를 떠돌아다녀야 했다.
줄리오는 1513년에 사촌형 조반니 데 메디치 추기경이 교황으로 선출되자, 로도스 기사단에 입단한후 곧바로 로마로 거처를 옮겨 단번에 로마 교황청의 실세로 등극하였다. 교황 레오 10세(1513-1521)에 의해 참모이자 고문으로 등용되었으며, 특히 피렌체의 대교구장으로 임명되어 피렌체에서 메디치 가문의 이익을 위해 전력을 다하였다.

### 추기경
사촌형인 교황 레오 10세에 의해 1513년 9월 23일 피렌체의 대주교겸 추기경에 임명되었으며, 9월 29일 서임식을 가졌다. 그는 레오 10세의 치세 동안 교황청의 정책을 결정하는 핵심 참모로 활동했다. 잉글랜드에 친화적인 인사로서 잉글랜드의 보호자를 맡았으며 잉글랜드 우스터의 명예주교이기도 하였다. 1517년 3월 9일 상서국 차장이 되어 교황청의 정책을 책임지게 되었고 제5차 라테라노 공의회에서 활약하였다. 1519년 로렌초 2세 메디치가 죽자 피렌체를 직접 통치하였다. 1523년에 교황으로 선출된후에는 실비오 파세리니 추기경을 이폴리토 데 메디치(1511~1535)의 후견인겸 교황대사로 임명하여 피렌체를 통치하도록 했다.

## 교황 선출
1521년 교황 레오 10세가 선종한 후, 줄리오 메디치 추기경은 교황 선거 콘클라베에서 곧 강력한 차기 교황 후보로 떠올랐다. 그러나 줄리오 메디치 추기경이나 그와 더불어 강력한 교황 후보였던 알레산드로 파르네세(훗날 교황 바오로 3세) 추기경도 모두의 예상과는 달리 교황이 되지 못하였다. 하지만 줄리오 메디치는 콘클라베를 이끌어 가는데 큰 역할을 하였으며, 새로 선출된 교황 하드리아노 6세(1522-1523)에게도 강력한 영향력을 행사하였다. 하드리아노 6세가 교황으로 즉위한지 얼마 못가 선종하자(1523년 9월 14일), 이어 열린 콘클라베에서 줄리오 메디치는 다수의 표를 얻어 새 교황으로 선출되었고, 1523년 11월 19일 교황 클레멘스 7세로 즉위하였다. 콘클라베 기간중에 황제 카를 5세(1500~1558)의 지지를 받았다.

## 교황

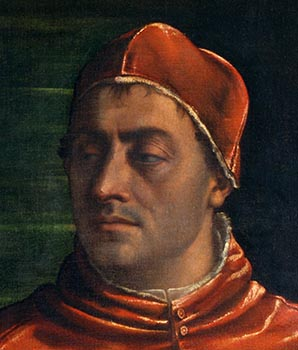
집권 초반기의 교황 클레멘스 7세

교황좌에 오른 클레멘스 7세는 유럽의 전쟁을 종식시키고 평화를 정착시키기 위하여 카푸아 교구장 니콜라우스 폰 쇤베르크 주교를 프랑스와 스페인, 잉글랜드의 국왕들에게 파견하였다. 그러나 이러한 그의 노력은 실패로 끝마쳤다.

### 정치적인 상황
클레멘스 7세가 재위하던 당시 유럽 대륙은 합스부르크 왕조가 지배하는 신성로마제국 및 스페인과 발루아 왕가 통치하의 프랑스 왕국 두 강대국 간의 대립으로 인해 혼란스러운 분위기였다. 신성로마제국과 프랑스 왕국은 유럽 패권 다툼에서 특히 이탈리아반도를 서로 먼저 손에 넣으려고 대립하고 있었다.
카를 5세의 지지속에 교황에 즉위하였기 때문에 카를 5세가 전임교황 하드리아노 6세때 체결한 반-프랑스 방위동맹의 갱신을 요구하였으나 이를 거부하면서 황제 카를 5세와의 관계가 소원해졌다. 1524년 프랑스 국왕 프랑수아 1세가 밀라노를 침공해 점령하자 클레멘스 7세는 즉시 카를 5세와의 관계를 단절하고 1525년 1월 프랑스, 베네치아을 포함한 다른 이탈리아 도시국가들과 동맹관계를 맺었다.  1525년 2월, 프랑수아 1세가 파비아 전투에서 패하여 포로로 사로잡히자 교황은 다시 카를 5세와 이전 관계를 복구하였다. 그러나 1526년 마드리드 조약 후 프랑수아 1세가 자유의 몸이 되자 다시 황제 카를 5세를 멀리하며 프랑스,밀라노등과 반-합스부르크 동맹을 추진하였다.(일명 코냑동맹)
클레멘스 7세의 오락가락하는 정책은 교황청 안에 친독일파의 출현을 낳았다. 1526년 9월 폼페오 콜론나 추기경의 사병들은 바티칸 언덕을 약탈하였으며, 로마시 전체가 폼페오 콜론나 추기경의 손안에 들어가게 되었다. 굴욕을 당한 클레멘스 7세는 신성로마제국 편으로 다시 돌아서겠다고 약속하였지만, 콜론나 추기경이 나폴리로 떠나자 약속을 저버리고 콜론나 추기경을 파면한후 공격하였다. 카를 5세는 교황은 목자가 아니라 늑대라고 비난하며, 루터파의 요구에 응답하여 공의회를 소집하겠다고 위협하며 압박하였다.

### 로마 약탈 (1527년)

#### 코냑동맹전쟁
나폴리 왕국의 통치자이기도 한 황제 카를 5세가 파비아 전투(1525년)에서 승리하며 북부 이탈리아에서의 영향력이 커졌다. 이로 인해 이탈리아반도내에서 매우 위협적인 세력이 되었다. 1526년에 클레멘스 7세는 프랑스, 베네치아, 밀라노, 피렌체 등 이탈리아 도시국가들과 코냑동맹을 결성하여 이탈리아에서 카를 5세의 세력을 몰아내려고 전쟁을 일으켰다. 코냑동맹군이 롬바르디아의 로디를 함락시키며 북이탈리아를 장악해나가자 제국군(스페인+신성로마제국)이 반격을 가하여 밀라노를 점령한후 스포르차 가문을 몰아내버렸다.(1521년부터 밀라노는 친황제파인 스포르차 가문이 통치하고 있었다.)

#### 로마약탈
황제는 제국군 지휘관인 샤를에게 교황령의 수도 로마로 진격하라는 명령을 내렸다. 로마에 도착한 제국군은 1527년 5월6일 아우렐리아누스 성벽을 공격하기 시작했다. 그런데 지휘관 샤를이 공성전을 벌이던 중 사다리를 타고 성벽을 오르다가 총을 맞고 전사하고 말았다. 용병료도 제대로 받지 못해 화가난 상황인데 지휘관마저 죽자 용병들은 흥분하였고 지휘체계가 붕괴되었다. 무너진 성벽사이로 로마시내에 진입한 제국의 용병들은 폭도로 돌변하였고 로마를 철저하게 파괴하고 약탈하였다.

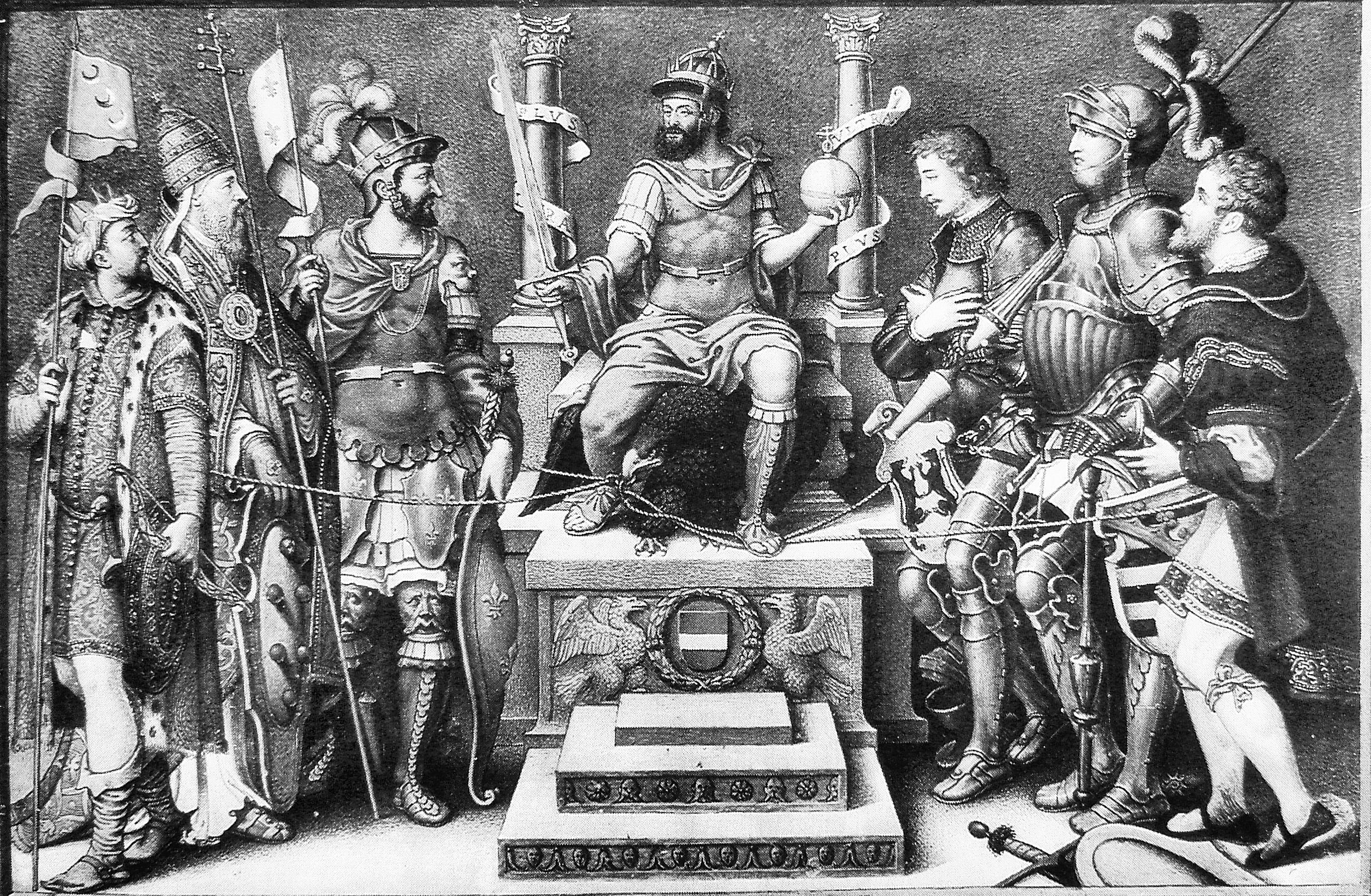
카를 5세가 옥좌에 앉은 채 자신이 쳐부순 적들을 내려다보고 있다. 왼쪽에서 오른쪽 순으로 쉴레이만 1세, 교황 클레멘스 7세, 프랑수아 1세, 윌리히클레브스베르크 공작 빌헬름, 작센 선제후 요한 프레데릭 1세, 헤세 백작 필리프 1세이다.

전사한 샤를을 대신하여 필리베르 드 샬롱이 지휘를 이어받았지만 흥분한 병사들을 통제할 수는 없었다. 규율과 지휘체계가 무너지며 제국군인들은 통제에서 벗어나 로마시내에서 무차별적으로 약탈과 살육,파괴,방화,강간을 자행하였다. 제국군인들은 강도로 돌변하여서 로마시내 일대를 무법천지로 만들어 버렸다. 포로가 된 교황군 병사 1,000명에 대한 잔혹한 방식으로 공개 처형되었으며 성당과 수도원은 물론 추기경과 고위 성직자들의 저택이 대거 약탈당하고 파괴되었다. 심지어 신성로마 제국과 친분이 있는 추기경들도 폭도로 돌변한 병사들로부터 목숨을 부지하기 위해 거액의 금전을 바쳐야 했다. 수녀를 포함하여 여자들은 나이에 상관없이 강간당한 후 살해되었다.

#### 교황의 항복

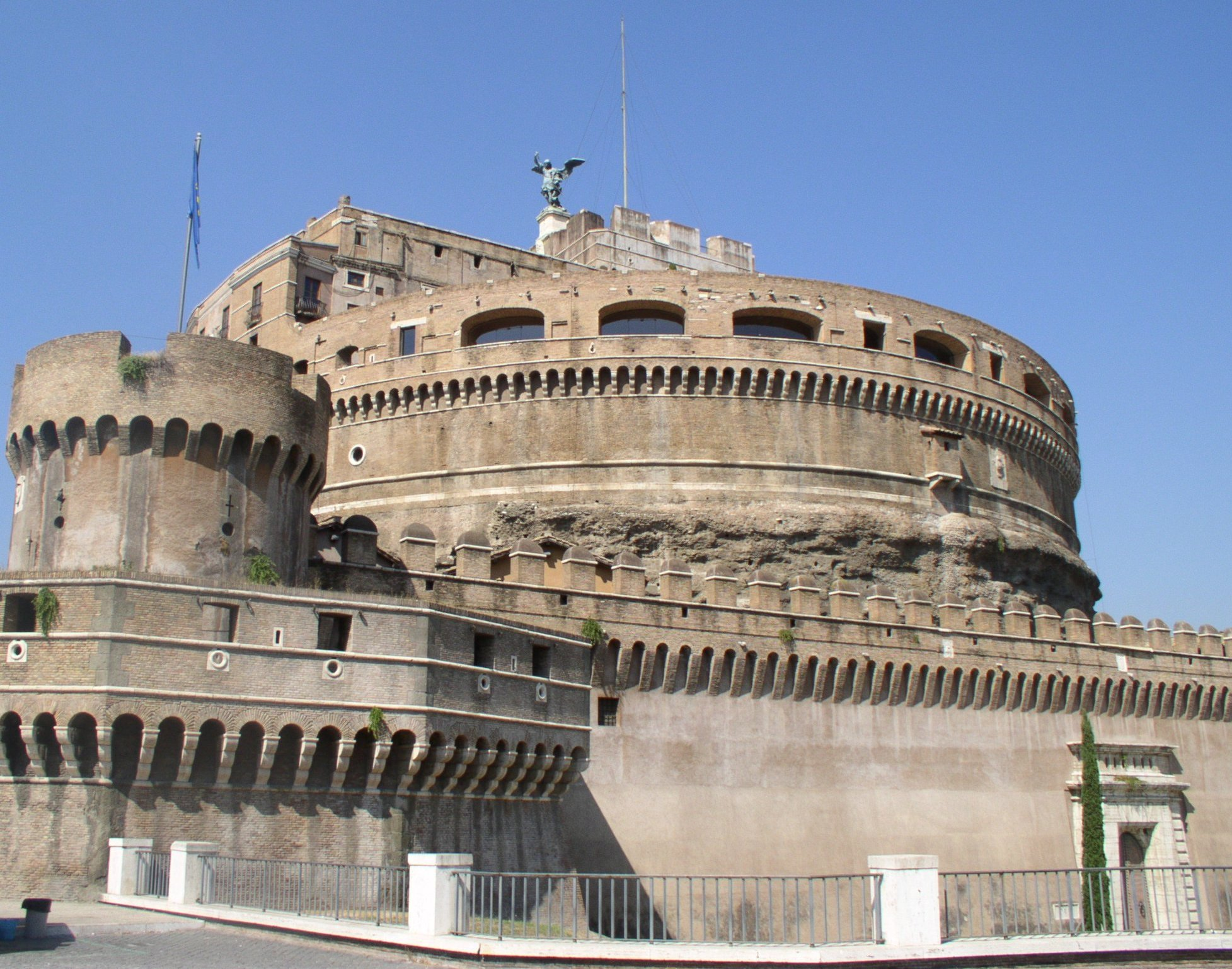
산탄젤로 성.

교황은 산탄젤로 성으로 피신한 후 곧바로 항복을 선언하였다. 그는 자신의 목숨을 보장하는 대가로 400,000 두카트를 지불하는데 동의하였으며, 파르마와 피아첸차, 치비타베키아, 모데나를 신성로마제국에 양도하는데도 동의하였다. 하지만 실제로는 모데나만이 신성로마제국의 영토가 되었다. 한편 베네치아 공화국은 이러한 교황이 처한 상황을 기회 삼아 시지스몬도 말라테스타가 리미니로 귀환하는 동안 체르비아와 라벤나를 점령하기 위해 이용하였다.
클레멘스 7세는 약 7개월 동안 사실상 산탄젤로 성 안에 감금당한 채 지냈다. 1527년 12월 6일 석방되어 산탄젤로 성을 벗어났으며, 로마를 떠나 오르비에토로를 거쳐 비테르보로 피신하였다. 제국군은 1528년 2월 중순경이 되어서야 로마에서 철수했다. 그해 10월경 클레멘스 7세는 비로소 로마로 돌아올수 있었지만, 이미 인구는 급감하고 시내 곳곳은 황량해진 상태였다. 1527년에 있었던 인구조사에서 로마에는 어린아이를 제외하고 약 5만 4,000명이 거주하였는데 이번 약탈로 인한 사상자와 국외 도피자는 총 4만 5,000명정도였다고 한다.(사망자 약 1만 2,000명)

#### 전후 수습
1527년 5월 19일, 피렌체에서는 메디치 가문의 적대자들(공화파)이 혼란한 정국을 틈타 권력을 장악하고 피렌체에서 메디치 가문을 추방하였다. 산탈제로 성에 피신해 있었던 교황으로서는 이 소식을 접하고도 아무런 조치를 취할 수 없었다. 그러나 1529년 6월 전쟁 당사국들이 모여 바르셀로나 평화조약을 체결할때, 교황은 황제 카를 5세에게 메디치 일족의 통치권 회복을 위한 군사적 지원을 요청했고 황제는 피란체 탈환을 돕기로 약속했다. 1530년 2월 24일 볼로냐(Bologna)에서 카를 5세를 위한 신성로마제국의 황제 대관식을 거행하며 교황과 황제간에 화해의 이정표를 찍었다.
카를 5세의 군대는 11개월간의 포위 공격 끝에 1530년 8월에 피렌체를 점령하였으며, 클레멘스 7세는 재종손자(再從孫子) 알레산드로 데 메디치를 피렌체의 세습공작으로 임명하였다. 이후 클레멘스 7세는 카를 5세의 뜻에 부합하는 정책을 펼쳤다. 이는 카를 5세가 독일에서 종교개혁을 외치고 있는 루터파에 대해 강경한 행동을 취하도록 유도하는 한편, 공의회를 열자는 카를 5세의 요구를 피하기 위해서였다. 1533년 자신의 손녀 카트린과 프랑수아 1세의 차남 앙리의 정략결혼을 성사시켰다. 결혼을 성사시키기 위해 교황은 직접 프랑스를 방문하였고 프랑수와 1세와의 관계회복을 위해 노력하였으며 좋은 성과를 거두었다.
교황은 이 결혼을 통하여 코냑동맹전쟁 이후 이탈리아에서 막강한 영향력을 행사하고 있는 황제 카를 5세의 세력을 견제하고자 하였다. 1536년에 프랑수아 1세의 장남이 급사하는 바람에 그의 손녀 카트린은 훗날 1547년에 프랑스 앙리 2세의 왕비가 되었다.(카트린은 교황의 재종손녀이다.) 

### 잉글랜드 교회의 분열
클레멘스 7세가 카를 5세에게 의존하게 되면서 간접적으로 잉글랜드 왕국이 가톨릭교회와 결별하는 결과를 낳았다. 1527년경부터, 잉글랜드의 국왕 헨리 8세는 아라곤의 캐서린과의 혼인을 무효화하기를 원했다. 두 사람은 오랫동안 아들을 보지 못했으며, 따라서 헨리 8세는 튜더 왕조의 혈통을 계속 유지해나가기 위해 아들을 갈망하였다. 헨리 8세는 자신이 아들을 갖지 못하는 것이 캐서린 왕비와의 결혼이 하나님의 눈에는 범죄이기 때문이라고 생각하기 시작했다.
캐서린 왕비는 본래 헨리 8세의 죽은 형 아서와 혼인하였으며, 따라서 형수인 그녀와 결혼했기 때문에 하느님으로부터 벌을 받았다는 것이다. 실제로 헨리 8세와 캐서린이 결혼할 당시 교황 율리오 2세로부터 특별히 관면혼을 허락받아야 했었다. 헨리 8세는 관면혼을 받은 것 자체가 잘못된 것이었고, 따라서 캐서린과의 혼인은 처음부터 불법이었다고 주장하였다.
헨리 8세가 파견한 특사 윌리엄 나이트가 1527년 12월에 교황을 알현하며 캐서린과의 혼인을 무효화해달라는 헨리 8세의 요청을 전달하였다. 교황은 헨리 8세와 캐서린의 결혼은 1503년에 교황 율리오 2세로부터 관면을 받았기 때문에 문제가 없는것 같다고 하며 결정을 유보하였다. 이런식의 애매한 태도를 보인 진짜 이유는 카를 5세가 왕비 캐서린의 조카였기에 교황은 황제 카를 5세의 눈치를 볼 수밖에 없었기 때문이다. 만약 헨리 8세와 캐서린의 혼인이 위법이라고 선언하면, 카를 5세가 이에 반감을 품고 자신을 폐위시켜 버릴 위험성이 컸다. 1528년 3월에 다시 헨리 8세가 보낸 특사(폭스와 스티브)가 교황을 알현하며 헨리 8세의 혼인무효를 요청하였으나 교황의 태도에는 변함이 없었다. 다만 교황특사를 공동 재판장으로 하는 이혼소송의 진행을 허락하였다.
1528년 9월 29일 교황의 특사로 임명된 로렌초 캄페지오 추기경이 런던에 도착하였고 혼인 무효 문제를 다루고자 설치한 특별 법원의 판사가 되었다. 1529년 5월 31일 런던 블랙브라이어스에서 교황청 법정이 열렸다. 당시 법정의 주요 쟁점은 헨리와 캐서린의 혼인을 위해 과거 율리오 2세 교황이 내렸던 관면의 유효성에 관한 것이었다. 캐서린은 캄페지오에게 교황 율리오 2세가 내려준 관면장을 보여주며 결혼의 합법성을 주장하였고 이에 따른 공방이 오고갔다. 1529년 7월 23일 캄페지오는 소송을 무기한 연기한다고 선언하였다. 그리고는 로마로 돌아가 버렸다.
이러한 상황 때문에 혼인 무효화를 더 이상 진행시키는 것은 불가능하였다. 헨리 8세의 측근들은 교황의 의견 따위는 그냥 무시해버리라고 조언하였다. 하지만 1530년 열린 잉글랜드 의회에서 성직자들과 법률가들은 캔터베리 대주교가 교황의 지시에 불순명하는 행동을 할 수 없다고 결의하였다. 특히 존 피셔 주교는 의회 발언에서 교황의 권위를 강력하게 옹호하였다.
헨리 8세는 각종 논란에도 불구, 1532년 말과 1533년 초 사이에 시녀인 앤 볼린과 혼인하였다. 한 16세기 연대기 기록자는 1532년 11월 14일 즈음에 도버 성에서 헨리 8세와 앤 볼린이 결혼식을 올렸다고 적고 있지만, 다른 이들은 1533년 1월 25일 웨스트민스터 화이트홀 궁전에서 결혼식을 올렸을 것이라고 말하고 있다. 헨리 8세와 앤 볼린의 혼배미사를 집전한 사제는 롤런드 리 신부(미래의 리치펄드의 주교)라고도 하고, 조지 브라운 신부(미래의 더블린의 대주교)라고도 하는데, 확실하지는 않다.
교황의 충실한 친구인 윌리엄 워햄 대주교가 선종하자 캔터베리 대주교 자리가 공석이 되었다. 헨리 8세는 클레멘스 7세에게 볼린 가문과 친분이 있는 토머스 크랜머 신부를 새 대주교로 추천하였고, 클레멘스 7세는 토머스 크랜머를 캔터베리 대주교로 임명하였다. 교황의 이러한 결정은 차후에 헨리 8세와 앤 볼린의 결혼이 쉽게 이루어지는 결과를 낳았다. 토머스 크랜머는 헨리 8세의 요청을 받아들여 캐서린과의 혼인은 무효라고 선언하기 위해 준비하였다.
1533년 6월 앤 볼린은 웨스트민스터 사원에서 잉글랜드의 새 왕비로서의 대관식을 거행한지 석달 후에 엘리자베스 공주를 낳았다. 이에 교황은 헨리 8세와 토머스 크랜머 대주교 두 사람 모두를 파문하여 가톨릭교회에서 축출하는 것으로 응답하였다. 헨리 8세는 이에 아랑곳 하지 않고 1534년 의회를 통해 수장령을 발표한후 잉글랜드 교회를 로마 카톨릭으로부터 분리시키는 종교개혁을 단행하였다.

## 수염

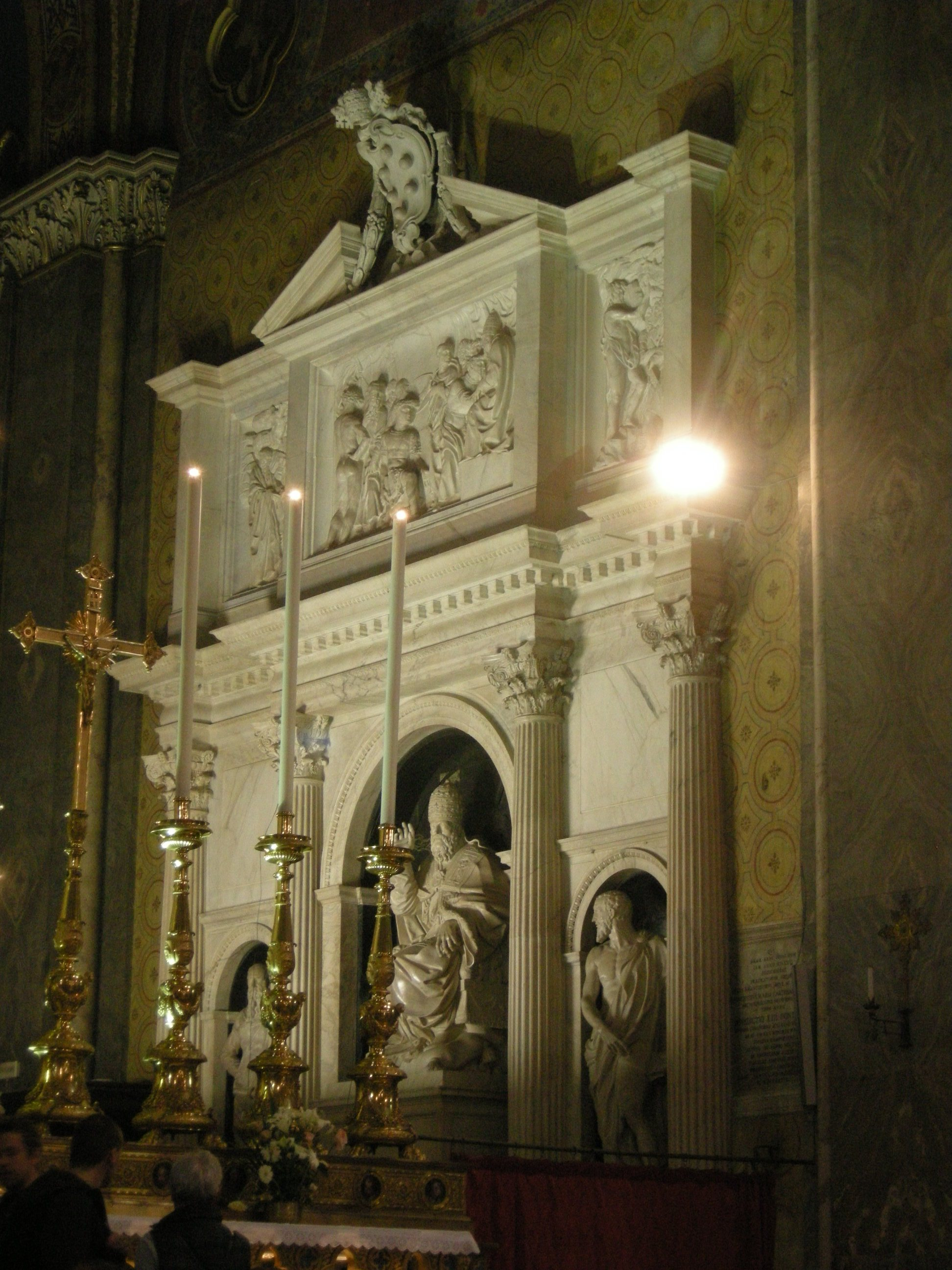
교황 클레멘스 7세의 무덤

1527년 반년간의 유폐기간 동안 클레멘스 7세는 전체적으로 수염을 길렀는데, 이는 로마 약탈 당시 희생당한 사람들을 애도한다는 뜻을 표현한 것이었다. 이는 성직자들은 모두 깨끗이 면도해야 한다는 당시 교회법 조항에 위배되는 행동이었다. 하지만 이전에도 수염을 기른 교황이 있었는데, 바로 교황 율리오 2세이다. 율리오 2세는 1511년부터 1512년까지 9개월간 수염을 길렀는데, 이 또한 클레멘스 7세와 비슷한 애도의 표시로서 교황령에 속한 도시 가운데 하나였던 볼로냐를 재정복하기 위해 싸우다가 전사한 교황군 병사들을 애도하기 위해서였다.
하지만 율리오 2세와는 달리 클레멘스 7세는 1534년 선종할 때까지 수염을 계속 길렀다. 이는 곧 본보기가 되어 그의 뒤를 이은 교황 바오로 3세도 수염을 길렀으며, 1700년에 선종한 교황 인노첸시오 12세에 이르기까지 총 24명의 교황이 모두 수염을 길렀다. 따라서 클레멘스 7세는 비록 본인이 의도한 바는 아니었지만, 100년을 훨씬 넘게 이어져온 수염 스타일의 선구자가 되었다.

## 죽음

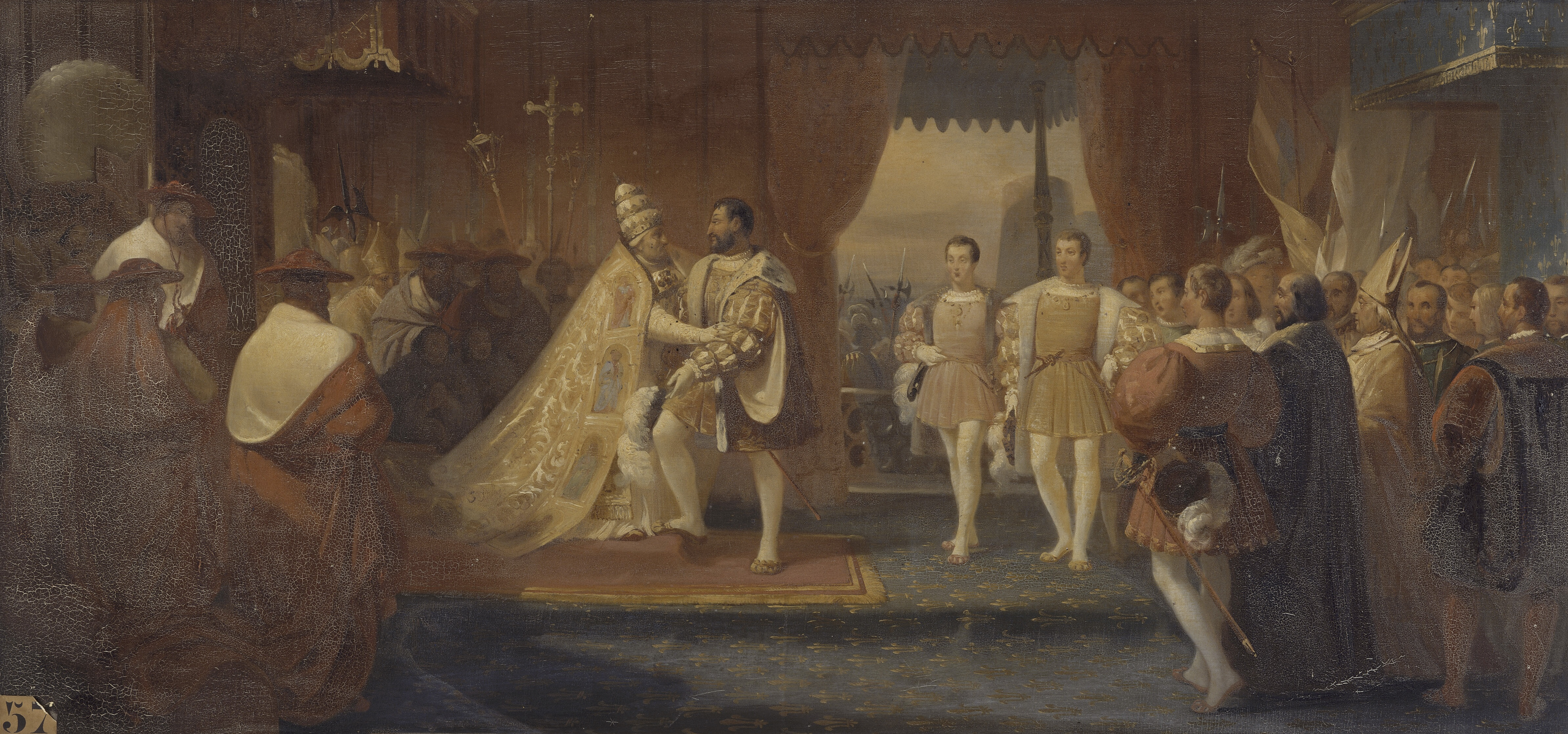
1533년 10월 13일 마르세유에서 프랑수아 1세와 만난 클레멘스 7세.

1533년 교황 클레멘스 7세의 비서인 요한 비트만슈테터는 교황과 추기경 두 명에게 코페르니쿠스의 지동설에 대해 설명하였다. 이에 교황은 기뻐하며 비트만슈테터에게 감사의 뜻으로 선물을 주었다.
클레멘스 7세는 말년에 또 한 번 프랑스 동맹 쪽으로 마음이 기울었지만, 독버섯의 일종인 알광대버섯을 먹고 1534년 9월 로마에서 선종하는 바람에 자신의 뜻을 관철시키지 못하였다. 클레멘스 7세의 유해는 산타 마리아 소프라 미네르바 성당에 안장되었다.
한편 클레멘스 7세는 예술을 숭상하여 라파엘로와 세바스티아노 델 피옴보를 시켜 예술 진흥에 힘썼다. 그리고 선종하기 며칠 전에 미켈란젤로를 불러 시스티나 경당에 최후의 심판을 그릴 것을 지시하였다.

## 같이 보기
- 메디치 가문
- 로마 약탈 (1527년)
- 이탈리아 전쟁
- 피렌체 공화국